# Hanensee

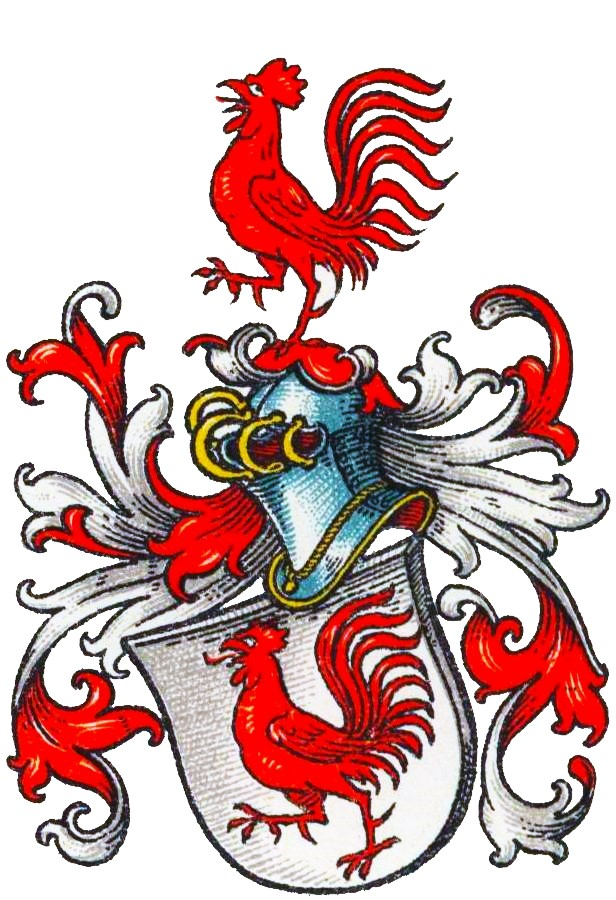
Wappen derer von Hanensee im Wappenbuch des Westfälischen Adels

Hanensee  (auch: Hahnensee, Hanense, Hanensede o. ä.) ist der Name eines erloschenen niedersächsischen Adelsgeschlechts.

## Geschichte
Bei der Familie handelte es sich um ein altes lüneburgisches und oldenburgisches Geschlecht. Luderus de Hanense miles, Henrichus, Hermannus und Echardus de Hannense kommen urkundlich 1314 vor. Das Wappen der Familie findet sich noch am von Harlingschen Epitaph zu Oldenburg von 1598.
Nach dem Aussterben der Herren von Escherde erhielten die Herren von Hanensee 1439 zusammen mit den Herren von Bortfeld die bischöflichen Hildesheimer Lehen der Escherdes, u. a. das Rittergut Bettensen. Die Hanensee starben Anfang des 17. Jahrhunderts aus.
Im Kreuzgang von Sankt Maria in Hildesheim finden sich bis heute mehrere Grabplatten von Familienmitgliedern (siehe Weblinks).

## Persönlichkeiten
- Eckehard von Hanensee († 1440), Hildesheimer Dompropst
- Ludolf von Hanensee († 1640), Herr auf Bettensen, kaiserlicher Obrist im Dreißigjährigen Krieg[3]

## Wappen
Blasonierung: In Silber ein schreitender roter Hahn. Auf dem Helm mit rot-silbernen Helmdecken der Hahn vom Schild.